# Пам'ятки Відня
Відень заснували кельти в I ст. до н. е. і дали населенню назву Віндобона. У I ст. у місто прийшли римляни і назвали його Фабіаной за назвою фабієвої когорти. Тільки в Х столітті Відень став резиденцією Габсбургів і Бабенбергів, одночасно набуваючи слави центру торгівлі. У Відні народилися великі музиканти Йоганн і Ріхард Штрауси, зробивши місто меккою для музикантів і прихильників класичної музики. На центральній площі розташований пам'ятник Йоганну Штраусу, що виконував у цьому місті свої вальси. Напевно, ніде в світі немає такого зосередження талановитих і відомих людей. Відень багатоликий і по праву називається серцем і одним із чарівних міст Європи.
Пам'ятки Відня — історичні пам'ятники, архітектурні ансамблі, парки і бульвари, церкви, театри і музеї Відня.

## Райони та квартали
- Внутрішнє місто

## Вулиці, площі та бульвари
- Рінгштрассе
- Грабен
- Кольмаркт
- Кернтнерштрассе
- Штефансплац
- Карлсплац
- Шварценбергплац
- Гельденплац
- Ам-Хоф
- Нойєр-Маркт
- Шток-ім-Айзен
- Шенлатернгассе
- Фляйшмаркт

## Палаци та маєтки
- Бельведер
- Шенбрунн
- Гофбург
- Палац Ліхтенштейн
- Міський палац Ліхтенштейнів
- Палац Тодеско
- Палац Ферстеля

## Громадські будівлі та споруди
- Ратуша
- Будинок сецесіону
- Будинок Гундертвассера
- Дунайська вежа
- Парламент
- Карл-Маркс-Гоф
- Фрайунг-Пасаж
- Віденська державна опера
- Штрудльгофські сходи

## Музеї та пам'ятники
- Музейний квартал
- Академія образотворчих мистецтв
- Галерея Альбертіна
- Галерея Бельведер
- Музей прикладного мистецтва
- Кайзергруфт
- Музей Леопольда
- Музей природознавства
- Всесвітній музей
- Музей історії мистецтв
- Скарбниця
- Виставка Сальвадора Далі
- Військово-історичний музей
- Музей Зиґмунда Фрейда
- Будинок Моцарта
- Чумна колона